# جال هانس
جال هانس (به انگلیسی: Jal Hans) یک شرکت هواپیمایی است. دفتر مرکزی جال هانس در پورت بلر، هند واقع شده‌است و قطب این شرکت هواپیمایی در فرودگاه بین‌المللی ویر سوارکار قرار دارد و به ۴ مقصد، پرواز مستقیم انجام می‌دهد.